# 米珠通门林寺
米珠通门林寺是一座位于中国西藏自治区拉萨市尼木县塔荣镇尚日村的苯教寺庙，也是拉萨市唯一一座苯教寺庙。

## 简介
该寺始建于元太宗十二年（1240年），由拉日年布创建。1986年经尼木县人民政府批准，该寺修复开放。该寺的活佛为尼达旺扎活佛。